# Juszczyn (województwo małopolskie)

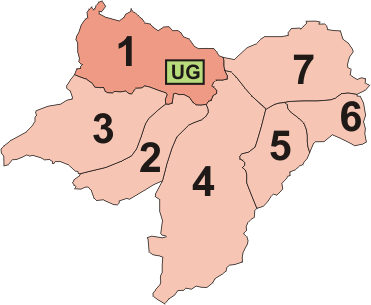
Położenie w gminie Maków Podhalański – Juszczyn (4.)

Juszczyn – wieś w Polsce położona w województwie małopolskim, w powiecie suskim, w gminie Maków Podhalański.
W latach 1954–1968 wieś należała i była siedzibą władz gromady Juszczyn, po jej zniesieniu w gromadzie Maków Podhalański. W latach 1975–1998 miejscowość położona była w województwie bielskim.
Wieś położona jest nad Skawą, w południowej części Beskidu Makowskiego. Liczba jej mieszkańców wynosi ok. 2,5 tys.
W Juszczynie jest kościół pw. MB Pocieszenia oraz kaplica na Juszczyńskich Polanach.
Najwyższym szczytem Juszczyna jest góra Soska, wznosząca się na wysokość 1063 m n.p.m. U jej północnych podnóży położony jest przysiółek Juszczyn Polany.

## Części wsi
Integralne części wsi Juszczyn:
przysiółkiBisagi, Frydle, Huta, Juszczyńskie Polany, Michałki, Przysłop, Snozy, Wielka Polana
części wsiBiedrawowa, Bory, Cadyń, Ceremugowa, Chromówka, Dział, Działkówka, Gąski, Gigoniowa, Górki, Grzechynkówka, Guziki, Janowa, Jaworkowa, Jędrzeje, Juszczynkowa, Kachnówka, Kojsowa, Kuraskowa, Kurdasowa, Majchrzakówka, Mędralówka, Mirochówka, Mosorowa, Oleksowa, Olszówkowa, Pitkówka, Pod Górą, Polakowa, Potok, Salowa, Sarnowa, Stasikowa, Tatarowa, Turkowa, Uczniowa, U Oleksy, Sale, Wicusie, Zgudowa,U Kobierzyna

## Historia
Wieś została założona w czasie akcji osiedleńczej starostwa lanckorońskiego. Po raz pierwszy wzmiankowany jest w dokumencie zastawnym króla Władysława Jagiełły wystawionym dla marszałka koronnego Zbigniewa z Brzezia na poczet Lanckorony i szesnastu wsi. W XVII-XIX funkcjonowała tam huta szkła. Stąd nazwa osiedla huta. Od 1982 do 1992 roku proboszczem parafii był ks. kanonik Adolf Chojnacki, działacz solidarnościowy. Nieopodal na Polanie Malinowe odbywały się "Msze za Ojczyznę", które zostały przez niego zainicjowane.

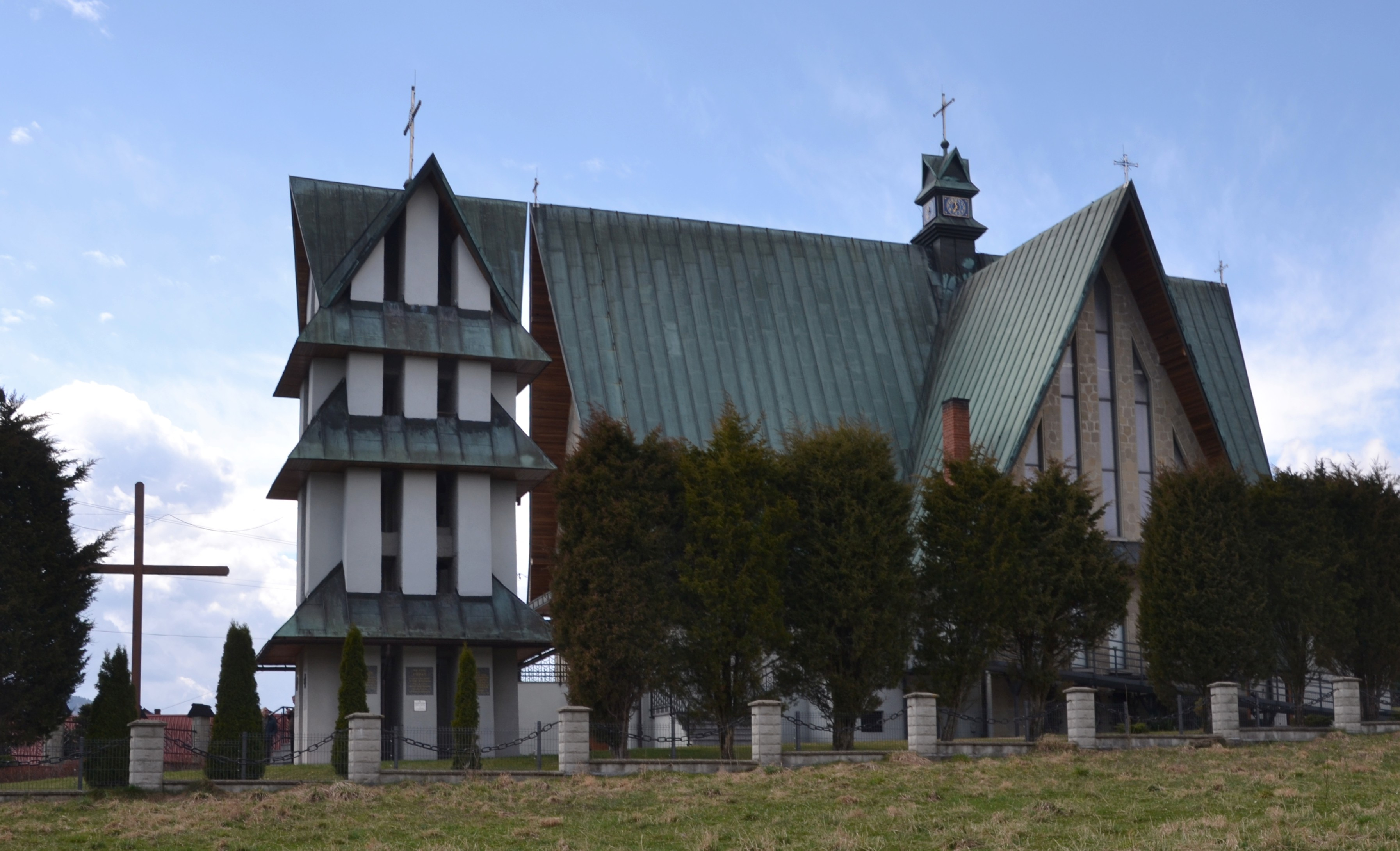
Juszczyn – kościół parafialny pod wezwaniem Matki Bożej Pocieszenia

## Toponimia
Nazwa Juszczyn prawdopodobnie wywodzi się ze zaustriaczonej nazwy ryby a dokładnie leszcza lub nazwy gęsto rosnących na tych terenach leszczyn. Popiera to fakt iż podobny źródłosłów mają okoliczne wsie takie jak: Wieprzec, Osielec lub miasto Maków Podhalański.

## Kultura i edukacja
W Juszczynie znajduje się Szkoła Podstawowa im. św. Jadwigi Królowej Polski, Ośrodek Rehabilitacyjno-Edukacyjno-Wychowawczy oraz przedszkole.
Na terenie miejscowości działają:
- zespoły regionalne Zbyrcok i Zbyrcocek,
- chór parafialny Boże nutki

## Sport
Piłka Nożna
W Juszczynie działa klub sportowy LKS Naroże Juszczyn, którego początki sięgają 1946 roku, kiedy powstało koło LZS. W 1950 roku władze przeznaczyły 0,5 ha ziemi nad Skawą pod boisko sportowe, które oddano do użytku w 1953 roku. Dzięki własnemu obiektowi piłkarze awansowali w 1954 roku do B klasy. W latach 50. utworzono drugą drużynę, która brała udział w rozgrywkach C klasy. W latach siedemdziesiątych piłkarze zakwalifikowali się do A klasy. Kilka razy drużyna włączała się do walki o tytuł mistrza i awans do ligi okręgowej. Jednak w 1991 roku drużyna ponownie spadła do A klasy, gdzie występowała ze zmiennym szczęściem. Aktualnie drużyna znajduje się w Klasie okręgowej.
Tenis Stołowy
Stół do tenisa stołowego pojawił się w świetlicy klubu w latach 60. W 1969 roku powstała drużyna męska tenisistów stołowych, która brała udział w rozgrywkach powiatu suskiego. Drużyna juniorek młodszych odniosła sukcesy na mistrzostwach wojewódzkich w Cieszynie w 1983 roku. W 1985 roku sekcja Naroża została sklasyfikowana na I miejscu w województwie bielskim.
Skoki Narciarskie
W 1954 roku wybudowano skocznię narciarską, którą oddano do użytku w 1955 roku. Konkurs przeprowadzony z tej okazji przyciągnął skoczków z całego kraju z J. Gąsienicą-Bryjakiem na czele. Konkurs oglądało parę tysięcy widzów.

## Porządek publiczny
Na terenie wsi funkcjonują dwie ochotnicze straże pożarne Juszczyn-Centrum oraz Juszczyn-Polany dysponujące własnymi strażnicami.

## Szlaki turystyczne
Juszczyn przyst. kol – Juszczyn wieś – Jawor – Juszczyn Polany – Kucałowa Przełęcz

## Znane osoby pochodzące z Juszczyna
- Grzegorz Guzik (ur. w 1991 roku w Suchej Beskidzkiej) - biatlonista, trzykrotny uczestnik zimowych igrzysk olimpijskich: Soczi 2014, Pyeongchang 2018 oraz Pekin 2022[10];
- Józef Bałos (ur. w 1965 roku w Makowie Podhalańskim) - od 2014 starosta powiatu Sucha Beskidzka[11], brat Kazimierza, pełniącego od wielu lat funkcję radnego gminy Maków Podhalański[12][13]